# Svensköps församling
Svensköps församling var en församling i Lunds stift och i Hörby kommun. Församlingen uppgick 2002 i Hörby församling.

## Administrativ historik
Församlingen har medeltida ursprung. 
Församlingen var till 1962 annexförsamling i pastoratet Huaröd och Svensköp. Från 1962 till 1974 var församlingen annexförsamling  pastoratet Fulltofta, Äspinge, Södra Rörum och Svensköp. Från 1974 var denannexförsamling i pastoratet Hörby, Lyby, Fulltofta, Äspinge, Södra Rörum och Svensköp. Församlingen uppgick 2002 i Hörby församling.

## Kyrkor
- Svensköps kyrka